# No Surrender 2005
No Surrender 2005 è stata la prima edizione del pay-per-view prodotto dalla Total Nonstop Action Wrestling (TNA). L'evento ha avuto luogo il 17 luglio 2005 presso l'Impact Zone di Orlando in Florida.

## Risultati
| #  | Match | Stipulazioni                                                             | Durata         |
| -- | --- | ------------------------------------------------------------------------ | -------------- |
| 1  | Shocker ha sconfitto Jerrelle Clark                                                                                                | Single match                                                             | 04:16 Pre-show |
| 2  | America's Most Wanted (Chris Harris e James Storm) hanno sconfitto Alex Shelley e Michael Shane                                    | Tag team match                                                           | 11:47          |
| 3  | Sonjay Dutt ha sconfitto Elix Skipper, Mikey Batts e Shark Boy                                                                     | Fatal four-way match per la qualificazione al TNA Super X Cup Tournament | 08:22          |
| 4  | Apolo e Sonny Siaki hanno sconfitto David Young e Simon Diamond                                                                    | Tag team match                                                           | 05:32          |
| 5  | Samoa Joe ha sconfitto Chris Sabin per knockout tecnico                                                                            | Single match                                                             | 14:02          |
| 6  | Team Canada (A-1, Bobby Roode e Eric Young) ha sconfitto The Naturals (Andy Douglas e Chase Stevens) e Lance Hoyt (con Jimmy Hart) | Six-man tag team match                                                   | 14:44          |
| 7  | Monty Brown e Kip James hanno sconfitto 3Live Kru (Konnan e Ron Killings)                                                          | Street Fight tag team match                                              | 05:20          |
| 8  | A.J. Styles ha sconfitto Sean Waltman                                                                                              | Single match con Jerry Lynn come arbitro speciale                        | 14:37          |
| 9  | Christopher Daniels (c) ha sconfitto Petey Williams                                                                                | Single match per il titolo TNA X Division Championship                   | 16:24          |
| 10 | Raven (c) ha sconfitto Abyss (con James Mitchell)                                                                                  | Dog Collar match per il titolo NWA World Heavyweight Championship        | 19:17          |
|    | (c) = campione in carica al momento dell'inizio del match.                                                                         |                                                                          |                |